# Marmagao
Marmagao – miasto w zachodnich Indiach, największe miasto stanu Goa. Według danych szacunkowych na rok 2008 liczy 106 251 mieszkańców. Ośrodek przemysłowy.